# Ixtacuixtla de Mariano Matamoros
Ixtacuixtla de Mariano Matamoros est une municipalité du Mexique, située à l'ouest de l'état de Tlaxcala. Son chef lieu est Villa Mariano Matamoros. La municipalité fait partie de la zone métropolitaine de Puebla-Tlaxcala.